# Roman Giertych

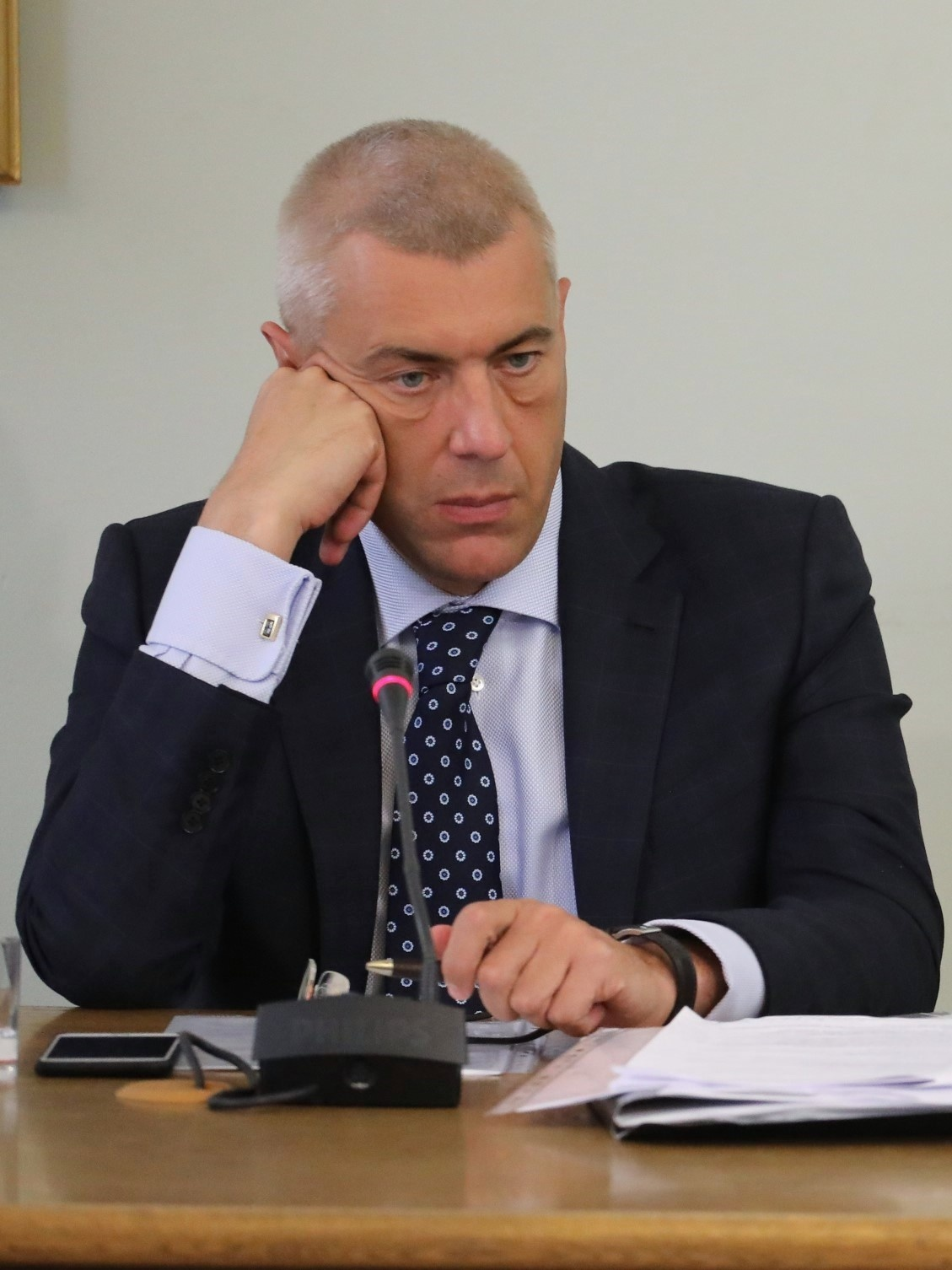
Roman Giertych (2017)

Roman Jacek Giertych, född 27 februari 1971 i Śrem, är en polsk politiker, tidigare partiledare för Polska familjeförbundet (LPR). Giertych var den 5 maj 2006 till den 13 september 2007 vice premiärminister och utbildningsminister i Polen. 
Roman Giertychs far, Maciej Giertych var EU-parlamentsledamot för LPR och hans farfar var innan andra världskriget riksdagsman under den andra polska republiken, som representant för den nationalistiska rörelsen Nationell demokrati.